# Усадьба в Циановице-Дуже
Усадьба в Цианови́це-Ду́же (пол. Zespół dworski w Cianowicach Dużych) — усадьба, которая находится в населённом пункте Циановице-Дуже гмины Скала Краковского повята Малопольского воеводства, Польша. Усадьба внесена в реестр охраняемых памятников Малопольского воеводства.
Усадьба в неоготическом стиле была построена в 1890 году по проекту польского архитектора Теодора Таловского.
31 декабря 1980 года усадьба вместе с окружающим её парком была внесена в реестр охраняемых памятников Малопольского воеводства (№ А-459).

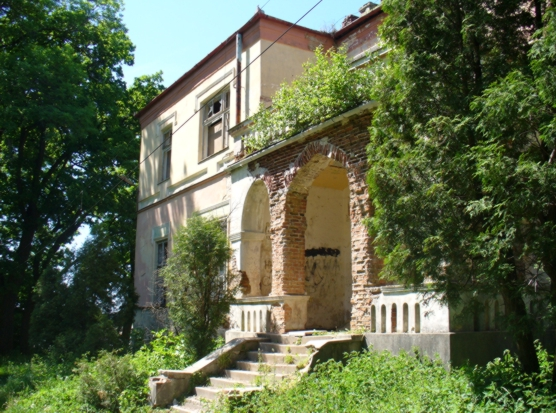
Усадьба